# Гендерний бінаризм
Гендерний бінаризм (бінарний гендер, гендерна бінарність) — класифікація статі на дві різні, протилежні форми чоловічого та жіночого роду, незалежно від соціальної системи чи культурних переконань.
У цій бінарній моделі стать, гендер і сексуальність за замовчуванням можуть вважатись узгоджуваними з аспектами статі людини, невід'ємно пов'язаними з генетичною статтю або гендером, визначеними при народженні. Наприклад, коли народжується самець, гендерний бінаризм може припускати, що самець буде чоловічним (маскулінним) за зовнішнім виглядом, рисами характеру та поведінкою, включаючи гетеросексуальний потяг до самок. Ці аспекти можуть включати очікування поведінки, сексуальної орієнтації, імен чи займенників, бажаного одягу та зовнішнього вигляду чи інших якостей. Ці очікування можуть посилювати негативне ставлення, упередженість і дискримінацію стосовно людей, які виражаються невідповідно або чия гендерна ідентичність відрізняється від визначеної при народжені статі.

## Загальні аспекти
Термін гендерний бінаризм описує систему, в якій суспільство розподіляє своїх членів до однієї з двох груп гендерних ролей, гендерних ідентичностей та атрибутів на основі типу геніталій. У випадку з людьми, народженими з органами, які не входять до цієї системи класифікації (інтерсексуальні люди), застосування бінарних даних часто включає примусову хірургічну зміну статі. Інтерсекс-люди часто анатомічно ідентифікують себе як чоловіки чи жінки; однак їх вроджена гендерна ідентичність може бути різною. Отже, гендерна бінарність зосереджується насамперед на вродженій ідентичності людини, незалежно від їх анатомічних особливостей.
Гендерні ролі є головним аспектом гендерного бінару. Гендерні ролі формують та обмежують життєвий досвід людей, впливаючи на аспекти самовираження, від вибору одягу до занять. Більшість людей мають жіночі та чоловічі психологічні особливості. На традиційні гендерні ролі впливають засоби масової інформації, релігія, загальноосвітня освіта, політичні системи, культурні системи та соціальні системи. Такі основні релігії, як іслам та християнство, зокрема, виступають в ролі авторитетів в розподілі гендерних ролей. Наприклад, іслам вчить, що матері є основними особами, які надають допомогу своїм дітям, а католицька церква, найбільша християнська деномінація, висвячує лише чоловіків — цисгендів у священики. Християнство підтримує свою прихильність гендерному двійковому коду в Книзі Буття в Біблії, де у вірші 27 проголошено, що «І сказав Бог: Створімо людину за образом Нашим, за подобою Нашою, і хай панують над морською рибою, і над птаством небесним, і над худобою, і над усею землею, і над усім плазуючим, що плазує по землі. І Бог на Свій образ людину створив, на образ Божий її Він створив, як чоловіка та жінку створив їх.» Ортодоксальний юдаїзм також забороняє висвячувати жінок і служити у своїх громадах.
В англійській мові деякі іменники (наприклад, хлопчик), почесні звання (наприклад, міс), професійні звання (наприклад, актриса) та займенники (наприклад, вона, його) є гендерними, і вони потрапляють у двійковий файл чоловічої та жіночої статі. Діти, які виховуються в англомовних (та інших ґендерних) середовищах, сприймають стать як бінарну категорію.
На думку Томаса Кіта в «Маскулінність в сучасній американській культурі», давнє культурне припущення про те, що двійковість між чоловіками та жінками є «природними і незмінними», частково пояснює стійкість систем патріархату та привілеїв чоловіків у сучасному суспільстві.

## У ЛГБТ-спільноті
Гендерний бінаризм може створити інституціоналізовані структури влади, а особи, які ідентифікують себе за межами традиційних гендерних бінарних кодів, можуть зазнати дискримінації та переслідувань у ЛГБТК+ спільноті. Більша частина цієї дискримінації випливає із суспільних очікувань щодо статі, які виражаються у ЛГБТК+ спільноті. Але багато ЛГБТК+ людей та багато молодіжних активістських груп виступають проти гендерного бінаризму в рамках ЛГБТК+ спільноти. Багато представників ЛГБТК+ спільноти повідомляють про внутрішню ієрархію статусу влади. Деякі, хто не ідентифікує себе в двійковій системі, знаходяться на нижній частині ієрархії. Безліч різних змінних, таких як раса, етнічна приналежність, вік, стать та багато іншого, може знизити або підвищити владу людини.
У всьому світі існує багато людей та декілька субкультур, які можна вважати винятками з гендерної бінарної або специфічної трансгендерної ідентичності. На додаток до осіб, чиє тіло є природно інтерсексуальним, існують також специфічні соціальні ролі, які включають аспекти обох або жодної з бінарних статей. Сюди входять двокорінні корінні американці та хіджра Індії. Філософ-феміністка Марія Лугонес стверджує, що західні колонізатори нав'язували корінним народам свої дуалістичні ідеї статі, замінюючи раніше існуючі концепції корінних народів. На сучасному Заході небінарні люди не дотримуються гендерного бінарного файлу, відмовляючись від таких термінів, як «чоловік» та «жінка», оскільки вони не ідентифікують себе як таких. Трансгендери мають унікальне місце стосовно гендерного бінару. У деяких випадках, намагаючись відповідати суспільним очікуванням щодо своєї статі, транссексуали можуть вибрати хірургічне втручання, гормони або те й інше.

## Обмеження та відмова
Деякі вчені заперечують існування чіткого гендерного двійкового коду. Джудіт Лорбер пояснює проблему неможливості поставити під сумнів розподіл людей на ці дві групи, «хоча вони часто знаходять більш значущі внутрішньогрупові відмінності, ніж міжгрупові відмінності». Лорбер стверджує, що це підтверджує той факт, що гендерний бінар є довільним і призводить до помилкових очікувань як чоловіків, так і жінок. Натомість зростає підтримка можливості використання додаткових категорій для порівняння людей без «попередніх припущень про те, хто на кого схожий».
Науковці, які вивчають гендерний бінар з точки зору феміністичної та критичної теорії раси сходяться на думці, що під час процесу європейської колонізації США була застосована бінарна система гендеру як засіб захисту патріархальних норм та підтримки європейського націоналізму. Вважається, що ця ідея гендеру як бінарної системи є гнітючим засобом відображення диференціальної динаміки потужності. Дослідження традицій Двох Духів показали, що різні культури корінних народів розуміють стать і сексуальність таким чином, що протистоїть західним нормам. Гендерний бінаризм також створює обмеження щодо адекватності медичної допомоги, що надається пацієнтам, які не відповідають статі. У медичній літературі існує великий розрив щодо небінарних груп населення, які мають унікальні потреби в охороні здоров'я.
Енн Фаусто-Стерлінг пропонує класифікацію 23 статей та відхід від класифікації чоловічої та жіночої статі. У своїй роботі «П'ять статей: чому чоловіків і жінок недостатньо» вона обговорює існування інтерсексуальних людей, осіб, що мають поєднання чоловічих і жіночих статевих ознак, які розглядаються як відхилення від норми і які часто піддаються примусовому хірургічному втручанню в дуже молодому віці з метою підтримки двостатевої системи. Існування цих людей кидає виклик стандартам гендерних двійкових кодів та ставить під сумнів роль суспільства у конструюванні гендеру. Фаусто-Стерлінг каже, що сучасні практики заохочують ідею, що стать є культурною конструкцією, і робить висновок, що «ми переходимо від ери статевого диморфізму до тієї, що відрізняється від числа 2».